# Alexander Lukas
Alexander Lukas (engelska: Gladstone Gander) är en tecknad Disneyfigur skapad av Carl Barks. Han är Kalle Ankas kusin och rival i den ständiga kampen om Kajsa Ankas uppmärksamhet. Alexander har osvikligt god tur och besegrar nästan alltid Kalle Anka. Man kan säga att hans tur alltid besegrar oddsen så i något enstaka fall har hans tur vänts mot honom.

## Karaktärshistoria
Alexander Lukas nämndes för första gången i historien Skryter bäst som skryter sist (Wintertime Wager) 1948, ritad av Carl Barks. I de första historierna hade han inte så mycket tur men den växte långsamt under de kommande fem åren då han deltog i 24 serier av Carl Barks.
Första gången någon annan än Carl Barks ritade serier med honom var 1951, när han var med i Presenter till alla (Presents For All) av Del Connell och Bob Moore.

## Personlighet
Alexander Lukas är extremt lat och förlitar sig enbart på sin legendariska tur för att nå framgång. Han har bara arbetat en enda gång i sitt liv, 1951, då han tvingades till det och skämdes så över vad han hade gjort att han gömde sin lön (ett enda mynt) i ett kassaskåp för att vara säker på att ingen fick reda på det. Don Rosa kommenterar Alexanders personlighet med orden "Gladstone (Alexander) är ovillig att göra den minsta ansträngning för att få nånting som hans tur inte kan ge honom och när saker och ting går fel så ger han omedelbart upp.". Med anledning av all sin tur har Alexander ingenting att vara stolt över och inga ambitioner, han är dessutom helt oförmögen till långsiktig planering. Allt detta står i stark kontrast till hans släkting Joakim von Anka som precis som Alexander också är kapabel att dra nytta av möjligheter, men till skillnad från Alexander jobbar han hårt för att de ska falla ut i hans favör och är stolt över att forma sin egen framgång genom ansträngning.
Genom åren har flera författare och tecknare gett olika förklaringar till Alexanders exceptionella tur. I Carl Barks berättelse "Kalle Anka på Grönland" (engelska: Luck of the North) proklamerar Alexander: "Jag föddes under en lyckogynnande stjärna och allting jag gör kommer att ge mig lycka och framgång". Detta läses upp ur en bok med horoskop som han har i sin ägo, samma bok visar även att hans turstjärna står i linje med planeten Neptunus. I många av de Italienska berättelserna så förklaras Alexanders tur med att Fortuna, lyckans gudinna, är förälskad i honom. 
Den vanligaste historieutvecklingen är att Kalle får nys om ett lotteri/gömd skatt eller liknande och att Alexander - ledd av sin tur - följer efter Kalle och kammar hem vinsten.
Han är ofta stiligt klädd med hatt och käpp.

## Levnadsteckning
Trots att Alexander Lukas är släkt med Kalle Anka är han egentligen en korsning gås-anka. Hans efternamn, Gander, betyder gåshanne. Från början var han son till Luke the Goose och Doris Anka. Han skulle sedan, enligt Carl Barks personliga anteckningar, blivit adopterad av Gåsfrid Lukas. Barks ändrade sig senare så att Gåsfrid Lukas blev Alexander Lukas riktiga far.  Även enligt Kalle Ankas släktträd (tecknat av Don Rosa) är det Gåsfrid Lukas och Doris Anka som är hans föräldrar, och han är kusin till Kalle Anka.